# Генрієтта (Нью-Йорк)
Генрієтта (англ. Henrietta) — місто (англ. town) в США, в окрузі Монро штату Нью-Йорк. Населення — 47 096 осіб (2020).

## Демографія
Згідно з переписом 2010 року, у місті мешкала 42 581 особа в 15 449 домогосподарствах у складі 9092 родин. Було 16078 помешкань
Расовий склад населення:
| - 80,2 % — білих - 8,5 % — чорних або афроамериканців - 7,2 % — азійців - 0,2 % — корінних американців - 1,2 % — осіб інших рас |

До двох чи більше рас належало 2,7 %. Частка іспаномовних становила 4,3 % від усіх жителів.
За віковим діапазоном населення розподілялося таким чином: 17,4 % — особи молодші 18 років, 70,9 % — особи у віці 18—64 років, 11,7 % — особи у віці 65 років та старші. Медіана віку мешканця становила 30,7 року. На 100 осіб жіночої статі у місті припадало 110,7 чоловіків;  на 100 жінок у віці від 18 років та старших — 112,0 чоловіків також старших 18 років.
Середній дохід на одне домашнє господарство  становив 77 095 доларів США (медіана — 62 883), а середній дохід на одну сім'ю — 91 581 долар (медіана — 83 366). Медіана доходів становила 51 559 доларів для чоловіків та 44 349 доларів для жінок. За межею бідності перебувало 13,0 % осіб, у тому числі 13,1 % дітей у віці до 18 років та 7,1 % осіб у віці 65 років та старших.
Цивільне працевлаштоване населення становило 21 674 особи. Основні галузі зайнятості: освіта, охорона здоров'я та соціальна допомога — 31,9 %, роздрібна торгівля — 12,6 %, виробництво — 12,2 %.